# Colțăneni
Colțăneniⓘ – wieś w Rumunii, w okręgu Buzău, w gminie Mihăilești. W 2011 roku liczyła 540 mieszkańców.